# Theekoepel in het Sterrebos
De theekoepel in het Sterrebos is een vroeg-19e-eeuwse theekoepel in de Nederlandse stad Groningen.

## Geschiedenis
Het Groninger Sterrebos werd aangelegd in 1765. De theekoepel werd in 1818 gebouwd in opdracht van Sebastiaan Mattheus Sigismund de Ranitz (1757-1829). De Ranitz was hoofdontvanger van de indirecte belastingen in Groningen en Drenthe. De theekoepel werd in het verlengde van de middelste laan van het sterrenbos geplaatst aan de westzijde van de Hereweg, naast de Zuiderbegraafplaats. Het is een achtzijdige koepel met rieten dak en overstek.
Vanaf 1939 werd de koepel door kunstenaar Siep van den Berg gehuurd, die er zijn atelier had. In de jaren zestig werd de zuidelijke ringweg aangelegd, die een deel van het bos doorsneed. De theekoepel werd in 1964 verplaatst naar de oostkant van de Hereweg. Het gebouw is nog in gebruik als atelier. De koepel is een erkend rijksmonument.

## Galerij

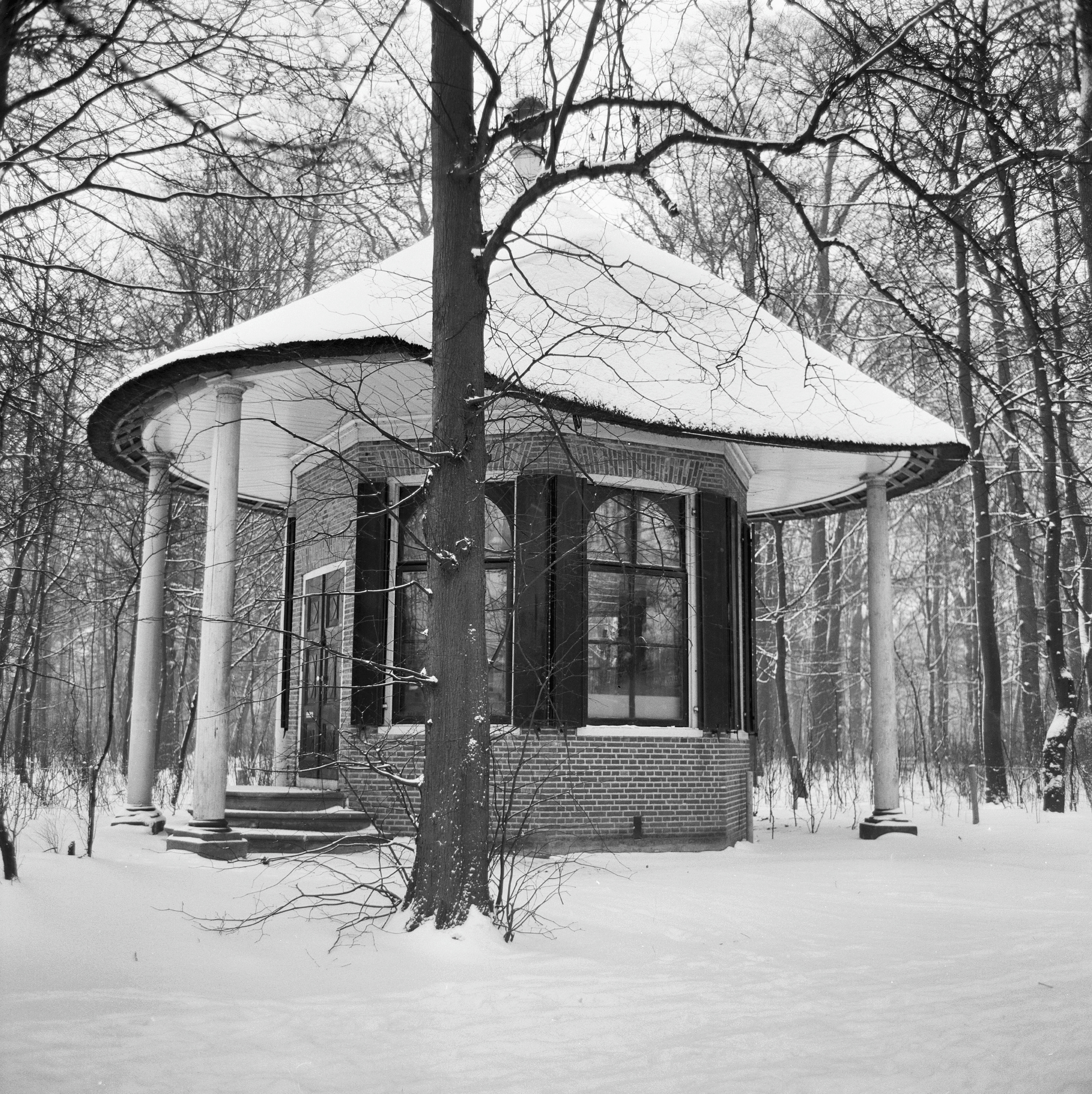
De koepel in 1969
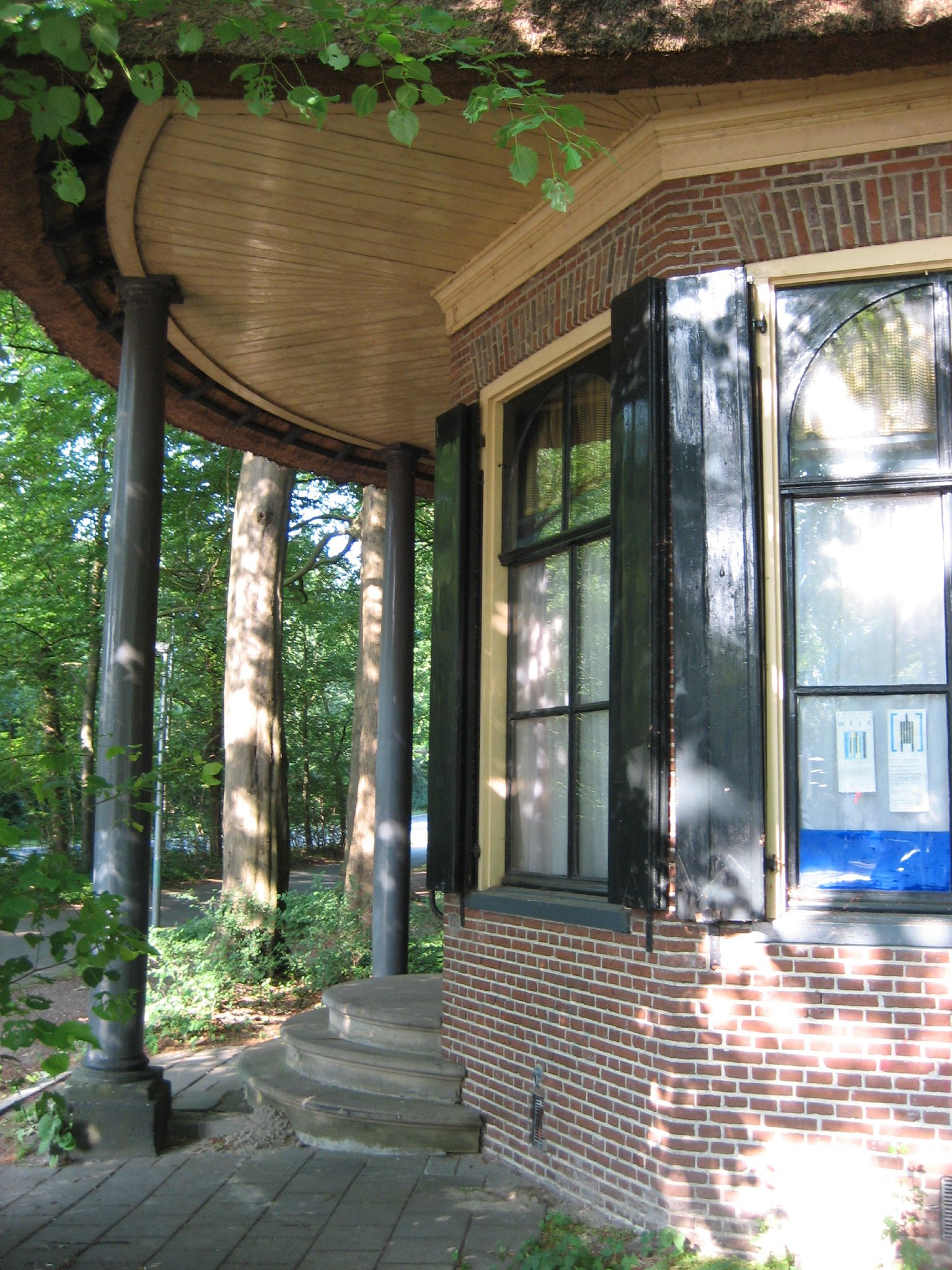
De koepel in 2007
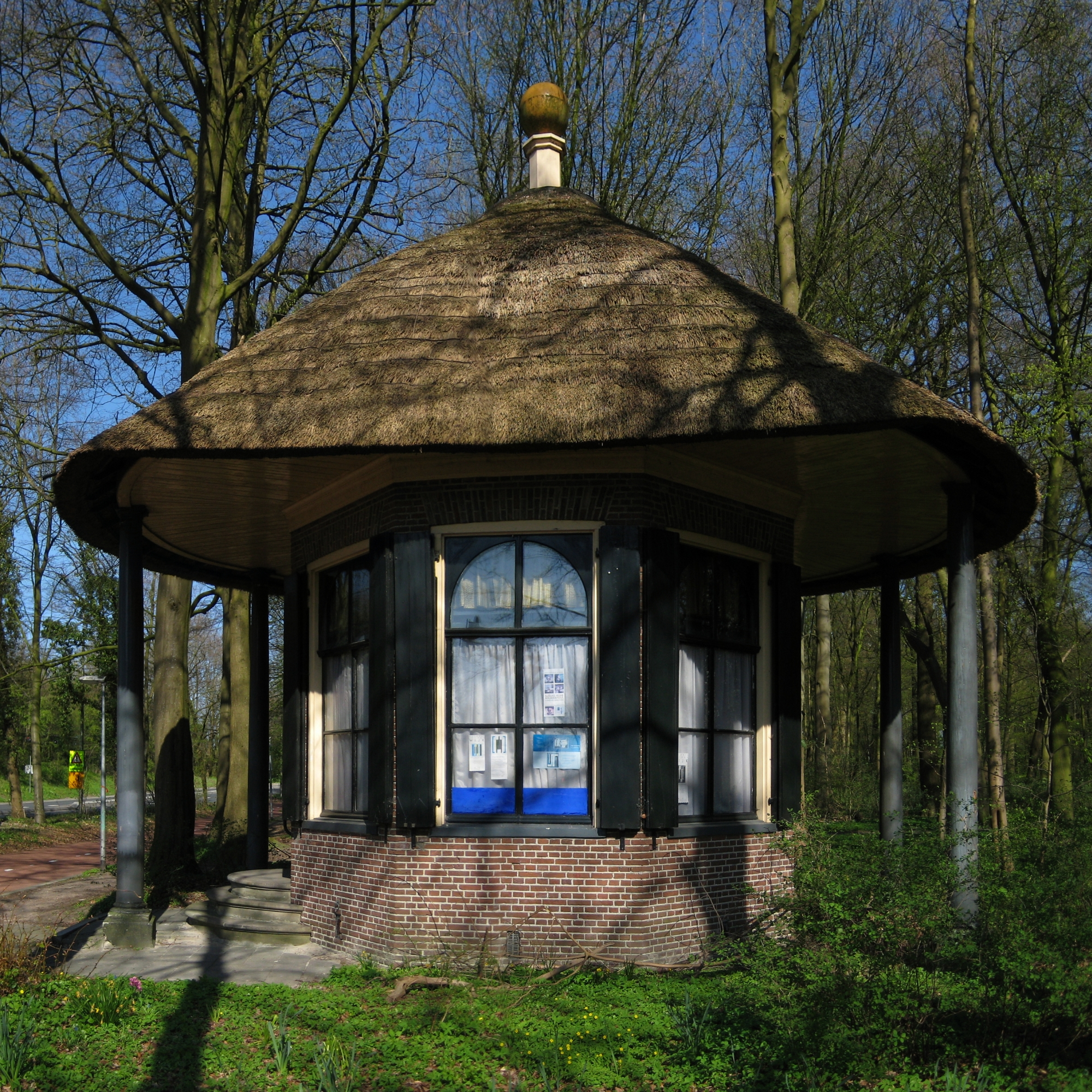
De koepel in 2010